# S.L.H - Stray Love Hearts
S.L.H Stray Love Hearts! (S・L・H ストレイ・ラブ・ハーツ!?, S.L.H Sutorei Rabu Hatsu!) è un manga scritto e disegnato da Aya Shōoto, serializzato in Giappone dal maggio 2008 sulla rivista Sylph.

## Trama
Hiyoki Kozue è una ragazza molto posata e benvoluta da tutti a cui è accaduta una cosa alquanto bizzarra: la notte del suo sedicesimo compleanno infatti ha sognato un uomo che le ha, letteralmente, rubato il cuore. Da quel momento non è più in grado di provare emozioni e ogni cosa le è indifferente, le viene donato un altro cuore ma molto fragile, che si "rovinerà" se proverà dei sentimenti forti. 
Scopre che lo stemma di uno dei dormitori dell'accademia St. Nazareth, l'S-Hall, assomiglia proprio al tatuaggio sul petto del ladro, e così decide di trasferirsi lì. Una volta arrivata, apprende che ha la capacità di guardare dentro i sogni degli altri dormendo accanto a loro, e dal momento che le persone possono apparire in modo diverso nei sogni di quanto non lo facciano nel mondo reale, deve fare affidamento su questo potere per determinare chi, tra i sei diversi ragazzi che vivono nell'S-Hall, sia la persona che le ha preso il cuore.

## Personaggi
Hiyoki Kozue (ひよき梢?)
È una ragazza al primo anno molto gentile ed educata. Si è iscritta alla St. Nazareth per trovare l'uomo con i capelli color platino che le ha rubato il cuore, avendo come indizio, un tatuaggio con il simbolo dello stemma della scuola sul petto del ladro. All'inizio, senza il cuore, Hiyoki non ha nessuna determinazione e non riesce a provare nulla. È Kousetsu, il consigliere dell'S-hall, che le dà il suo nuovo cuore, uno "temporaneo", ma molto fragile e che può causarle la morte se stimolato in modo eccessivo. Kousetsu poi le dice che l'S-hall sarà il suo nuovo dormitorio, ma che non hanno una stanza per lei, quindi dovrà dividerne una con un compagno ogni settimana, fino a quando non ne avranno una pronta per lei. 
Kumoide Cain (雲出華陰?)
È al primo anno, ed è il presidente del consiglio studentesco. Vive nel famoso A-hall. È un ragazzo misterioso, molto freddo e scostante, ma non lo mostra ai suoi fan, ai loro occhi è un ragazzo dolce e gentile. Hiyoki pensa che abbia una doppia personalità. Gli piace fare sonnellini pomeridiani e prendere in giro Hiyoki per il suo taglio di capelli. Prova rancore per l'S-hall, ed i suoi inquilini, ed il suo piano è quello di distruggerlo. Come Hiyoki, anche lui possiede l'abilità di guardare nella mente inconscia delle persone, i loro "sogni". 
Ichikawa Ren (壱河漣?)
È al primo anno e vive nell'S-hall. È il primo a condividere la stanza con Hiyoki e la sua stanza è in stile tradizionale giapponese. All'inizio è molto titubante nel vedere una ragazza nell'S-hall, ma poi finisce per avere una cotta per lei. Ren è amico di Kuga, ma non piace molto Cain, a causa di qualcosa che è successo tra di loro in passato. Lavora saltuariamente per pagarsi la retta a St. Nazareth.
Kuga Reizei (冷泉久我?)
Al primo anno e vive nell'S-Hall. È un ragazzo ben educato, ma diretto e un po' romantico. È un buon amico di Ren. È il cantante principale di una band e quando si esibisce, indossa una parrucca color platino per mantenere l'anonimato. Per questo motivo, Hiyoki inizialmente pensò che fosse lui l'uomo che le rubò il cuore. Kuga è il secondo ragazzo a condividere la sua stanza con Hiyoki, all'inizio è molto freddo con lei, ma in seguito, sviluppa anche lui una cotta per lei.
Miki Uegaito (上垣内実喜?)
Al secondo anno, vive nella S-Hall ed è il terzo ragazzo a condividere la sua stanza con Hiyoki. È molto atletico, dalla pelle scura e i suoi capelli sono molto disordinati. Un po' ribelle e fa le cose al proprio ritmo, spesso lo trovano addormentato negli alberi o nei cespugli, gli piace molto la natura.
Minemitsu Yamashina (山科岑満?)
È al secondo anno ed è il quarto ragazzo a condividere la sua stanza con Hiyoki. È un ragazzo calmo, composto e molto organizzato, e questo viene dimostrato nella sua stanza. Fa il tesoriere del consiglio studentesco. Sembra che ci sia una certa tensione tra Yamashina e Cain, perché Yamashina vive nell'S-Hall.
Hijiri Asukai (梢ひよき?)
Al terzo anno e vive nell'S-Hall. È il quinto ragazzo a condividere la sua stanza con Hiyoki. È molto piccolo e carino per la sua età, è un amico d'infanzia di Kitou. A causa dei suoi modi di fare molto effemminati ed il suo stretto contatto con Kitou, Hiyoki erroneamente pensa che Asukai sia innamorato di Kitou. Inizialmente non voleva Hiyoki nella sua stanza perché gli piacciono i vestiti da ragazza e le cose carine che tiene nascosti nel suo armadio.
Kitou Ninomiya (二宮季遠?)
È al terzo anno e vive nell'S-Hall, è l'ex presidente del consiglio studentesco. Molto civettuolo e divertente. È anche molto amico di Asukai, da cui viene sempre ripreso quando parla di ragazze o flirta con qualcuna. È l'ultimo a condividere la sua stanza con Hiyoki.
Kousetsu Nousu (野生司恋雪?)
Responsabile del dormitorio S-Hall. Attualmente l'unica persona che è a conoscenza della situazione di Hiyoki. Uno pseudo-stregone, che possiede anche alcune delle abilità di un veggente dei sogni, ma non al livello di Hiyoki e Cain.